# Karina Antúnez
Karina Antúnez es una bióloga e investigadora uruguaya. 

## Biografía
Es investigadora del Departamento de Microbiología del Instituto de Investigaciones Biológicas Clemente Estable. 
Antúnez investiga y difunde sobre apicultura, y es coordinadora de la Sociedad Latinoamericana de Investigación en Abejas.
Fue galardonada con el premio L’Oréal UNESCO Por las Mujeres en la Ciencia, y el Premio Morosoli en 2022.